# Frank Schaffer
Frank Schaffer, född den 23 oktober 1958 i Eisenhüttenstadt i dåvarande DDR, är en tysk före detta friidrottare som tävlade i kortdistanslöpning.
Schaffers främsta meriter är hans medaljer vid Olympiska sommarspelen 1980 i Moskva. Han blev bronsmedaljör på 400 meter på tiden 44,87. Han ingick även i det östtyska stafettlaget på 4 x 400 meter som blev silvermedaljörer efter Sovjetunionen.

## Personliga rekord
- 400 meter - 44,87 från 1980